# Жмеринський провулок (Київ, Святошин)
Жме́ринський прову́лок — зниклий провулок, що існував у Ленінградському районі (нині — Святошинському) міста Києва, місцевість Святошин. Пролягав від заводу «Буддеталь» до вулиці Академіка Корольова (нині — вулиця Героїв Космосу).

## Історія
Виник у середині XX століття як безіменний провулок. Назву Жмеринський провулок набув у кінці 1950-х років.
Ліквідований 1978 року у зв'язку з переплануванням міста.